# Samson (zespół muzyczny)
Samson – brytyjska grupa heavymetalowa założona w 1977 roku przez gitarzystę i wokalistę Paula Samsona. Pierwsze i najlepiej rozpoznawalne dwa albumy zespół nagrał z Bruce’em Dickinsonem – późniejszym wokalistą grupy Iron Maiden znanym wówczas jako „Bruce Bruce”. Członkami Samson byli także perkusiści Thunderstick (właściwie Barry Graham Purkis; znany z występowania na koncertach w metalowej klatce ze skórzaną maską na twarzy) i Clive Burr – obaj związani z Iron Maiden. Grupa została rozwiązana 9 sierpnia 2002 po śmierci Paula Samsona.
W styczniu 2007 zmarł Chris Aylmer, basista i pomysłodawca nazwy Samson.
Zespół pojawił się na krótko w filmie Demon (1981) występując na scenie, podczas gdy tytułowy stwór atakował kogoś w toalecie.

## Skład
- Paul Samson – gitara, śpiew (1977–2002)
- Nicky Moore – śpiew
- Chris Aylmer – gitara basowa
- Barry „Thunderstick” Graham – perkusja (1978–1981)

- Bruce Bruce (Bruce Dickinson) – śpiew (1980–1981)
- Mick White – śpiew  (1988)
- Peter Scallan – śpiew  (1990)
- Mervin Goldsworthy – gitara basowa (1985–1986)
- Kevin Riddles – gitara basowa (1986)
- Dave Boyce – gitara basowa (1987–1989)
- Clive Burr – perkusja (1977)
- Mel Gaynor – perkusja (1981)
- Pete Jupp – perkusja (1982–1985, 2001)
- Edgar Patrik – perkusja (1985)
- Mark Brabbs – perkusja (1986)
- Chris Shirley – perkusja (1986–1987)
- Charlie McKenzie – perkusja (1988–1991)
- Tony Tuohy – perkusja (1993)
- Dave Colwell – gitara (1985)
- Toby Sadler – keyboard (1987–1990)

## Dyskografia

### Albumy studyjne
- Survivors (1979)
- Head On (1980)
- Shock Tactics (1981)
- Before the Storm (1982)
- Don't Get Mad, Get Even (1984)
- And There It Is (1988) – wydany ponownie w 1993 pod nazwą 1988
- Refugee (1990)
- Samson (1993)
- Test of Time (1999)

### Albumy koncertowe
- Thank You and Goodnight (1985)
- Live at Reading '81 (1990)
- Live at the Marquee (1994)
- The BBC Sessions (1997)
- Metal Crusade (1999)
- Live in London 2000 (2001)
- Live: The Blues Nights (2002)

### Kompilacje
- Last Rites (1984)
- Head Tactics (1986)
- Pillars of Rock (1990)
- Burning Emotion (1995)
- The Masters (1998)
- Past, Present, and Future (1999)
- Test of Time (1999)
- There and Back (2001)
- Riding with the Angels – The Anthology (2002)
- Tomorrow and Yesterday (2006)